# Rita Thiele
Rita Thiele (* 1954 in Essen) ist eine deutsche Dramaturgin und Theaterschaffende. Sie war stellvertretende Intendantin am Düsseldorfer Schauspielhaus und am Schauspielhaus Hamburg.

## Werdegang
Rita Thiele studierte Geschichte, Germanistik und Theaterwissenschaft an der Universität zu Köln. Ihre Magisterarbeit schrieb sie zum Thema „Der Export deutscher Frauen nach Deutsch-Südwestafrika zwischen 1898 und 1914“. Nach dem Studium arbeitete sie als freie Autorin für den WDR. Es folgten Regieassistenzen am Theater Kassel und Landestheater Tübingen, bevor sie als Dramaturgin an das Schauspiel Kiel wechselte.
1989 wurde sie Dramaturgin und Mitglied der Direktion am Burgtheater Wien unter der Intendanz von Claus Peymann. Es folgten Arbeiten mit Elfriede Jelinek, Einar Schleef und Karin Henkel. 1999 wechselte sie mit Peymann an das Berliner Ensemble. 2001 wurde Thiele Chefdramaturgin und stellvertretende Intendantin am Düsseldorfer Schauspielhaus, wo sie unter anderem mit dem Regisseur Jürgen Gosch zusammenarbeitete. 2007 übernahm sie in gleicher Funktion gemeinsam mit der Regisseurin Karin Beier das Schauspiel Köln, das 2010 und 2011 von den Kritikern der Theaterzeitschrift Theater heute zum „Theater des Jahres“ gewählt wurde.
2013 ging sie mit Karin Beier an das Schauspielhaus Hamburg und war hier bis 2021 Chefdramaturgin und stellvertretende Intendantin.
Sie ist Jurorin des Kurt-Hübner-Regiepreises der Deutschen Akademie der Darstellenden Künste.
Rita Thiele lebt in Hamburg.

## Auszeichnungen
In der Umfrage der Zeitschrift Theater heute wurde Thiele für die Inszenierung Das Werk/Im Bus/Ein Sturz am Schauspiel Köln zur „Dramaturgin des Jahres 2011“ gewählt. 2019 erhielt sie den Hamburger Theaterpreis Rolf Mares zur „Herausragenden Inszenierung und Dramaturgie“ für ihre Arbeit bei Die Übriggebliebenen am Deutschen Schauspielhaus Hamburg.

## Arbeiten als Dramaturgin (Auswahl)
- 1994: Die Präsidentinnen Drei Szenen von Werner Schwab, Burgtheater Wien, Regie: Peter Wittenberg[8]
- 1998: Ein Sportstück von Elfriede Jelinek, Burgtheater Wien, Regie: Einar Schleef[9]
- 2004: Sommergäste von Maxim Gorki, Düsseldorfer Schauspielhaus, Regie: Jürgen Gosch[10]
- 2005: Macbeth von William Shakespeare, Düsseldorfer Schauspielhaus, Regie: Jürgen Gosch[11]
- 2009: Kasimir und Karoline von Ödön von Horváth, Schauspiel Köln, Dramaturgie: Rita Thiele, Paul Slangen, Regie: Johan Simons[12]
- 2009: Wunschkonzert von Franz Xaver Kroetz, Schauspiel Köln, Regie: Katie Mitchell[13]
- 2010: Das Werk / Im Bus / Ein Sturz von Elfriede Jelinek, Schauspiel Köln, Regie: Karin Beier[14]
- 2011: Der Kirschgarten von Anton Tschechow, Schauspiel Köln, Regie: Karin Henkel[15]
- 2017: Am Königsweg von Elfriede Jelinek, Deutsches Schauspielhaus Hamburg, Regie: Falk Richter[16]
- 2019: Die Übriggebliebenen nach Thomas Bernhard, Deutsches Schauspielhaus Hamburg, Regie: Karin Henkel
- 2020: Reich des Todes von Rainald Goetz, Deutsches Schauspielhaus Hamburg, Regie: Karin Beier[17]